# はしもとこうじ
はしもとこうじ（1971年9月25日 - ）は、日本の放送作家、脚本家である。大阪府寝屋川市出身。妻はフリーアナウンサーで元北海道文化放送アナウンサーの水野悠希。
現金輸送車勤務を経て、2001年にルミネtheよしもとの開館と当時に劇場の座付き作家となる。吉本新喜劇の脚本家を経て放送作家に転身する。
失踪した父が13年後に余命わずかで見つかるという自身の実話を元にした映画『blank13』が、斎藤工監督で2018年に公開された。
タカアンドトシとの仕事が多く、妻・水野と出会ったきっかけもその絡みで北海道のテレビ局に出入りしていたことによる。

## 現在の担当番組
- ありえへん∞世界（テレビ東京）
- 世界ナゼそこに?日本人 〜知られざる波瀾万丈伝〜(テレビ東京）
- じっくり聞いタロウ〜スター近況（秘）報告〜（テレビ東京）
- 発見!タカトシランド（北海道文化放送）
- でんじろうのTHE実験（フジテレビ）
- 一茂&良純の自由すぎるTV（テレビ東京）
- ノゾキミ企業参観!子どもの職場が見たい（BS朝日）
- バナナマンの爆笑ドラゴン（NHK）
- やりすぎ都市伝説（テレビ東京）
- タカアンドトシの今夜、宿ナシ二人旅（北海道文化放送）
- さんま・玉緒のお年玉あんたの夢をかなえたろかスペシャル（TBSテレビ）
- 地球の寿命（ｄTV）
- キスマイどきどきーん(dTV)

## 過去の担当番組
- めちゃ×2イケてるッ!（フジテレビ）
- コレってアリですか?（日本テレビ）
- やりすぎコージー（テレビ東京）
- 鬼のワラ塾（テレビ朝日）
- なかい君の学スイッチ（TBSテレビ）
- どぉーだ!Presents タカトシ牧場（北海道文化放送）
- タカトシの空飛ぶチェリーパイ（テレビ東京）
- 少年タカトシ（BSジャパン）
- タカアンドトシのどぉーだ!（北海道文化放送）
- 鈴木ちなみの人生が変わる人事の話（BSジャパン）
- よしもと笑いの缶づめ（北海道文化放送）
- 大阪ほんわかテレビ（読売テレビ）
- 奥の深道〜同類くんの旅〜（フジテレビ）
- 水野キングダム（テレビ東京）
- ヨソで言わんとい亭（テレビ東京）
- 世界は言葉でできている（フジテレビ）
- 時間がある人しか出れないTV（TBS）
- 有田のヤラシイ…（TBS）
- バカソウル（テレビ東京）
- バナナマンの爆笑シャットアウト（NHK）
- KOZY'S NIGHT 負け犬勝ち犬（テレビ東京）
- 日10☆演芸パレード（毎日放送）
- 週刊働く人（テレビ東京）
- MOTEL 〜欲しがる男女のモテ学〜（関西テレビ）
- 板尾ロマン（テレビ東京）
- はじめまして､自分。（ＴＢＳ）
- 日本まるごとHOWマッチ（毎日放送）
- ヤリキレナイ川（ＴＢＳ）
- 世界の秘境で大発見!日本食堂（テレビ東京）
- 頼まれてないけど、一旦会議しましょう（毎日放送）
- ダイノジのちゅど〜ん!（北海道文化放送）
- シンデレラガールズトーク ＃うだカフェ（AbemaTV）

## ラジオ
- 火曜JUNK2 タカアンドトシのケチャケチャラジオ（TBSラジオ）

## 映画脚本
- バランサー
- blank13（2018年2月公開）※原作
- COMPLY+-ANCE コンプライアンス（2020年2月公開)
- どぶいた
- 女優 美沙
- 働き孝子の一生
- スーパーベジタブルブギ

## ドラマ脚本
- アラサーちゃん（テレビ東京）

## アニメ脚本
- ジモトがジャパン（テレビ東京）